# Klumpvattnet (Hotagens socken, Jämtland)
Klumpvattnet är en sjö i Krokoms kommun i Jämtland och ingår i Ångermanälvens huvudavrinningsområde. Sjön har en area på 0,184 kvadratkilometer och ligger 467 meter över havet. Klumpvattnet ligger i Gråberget-Hotagsfjällen Natura 2000-område.

## Delavrinningsområde
Klumpvattnet ingår i det delavrinningsområde (712657-144734) som SMHI kallar för Utloppet av Klumpvattnet. Medelhöjden är 568 meter över havet och ytan är 7,37 kvadratkilometer. Det finns inga avrinningsområden uppströms utan avrinningsområdet är högsta punkten. Vattendraget som avvattnar avrinningsområdet har biflödesordning 6, vilket innebär att vattnet flödar genom totalt 6 vattendrag innan det når havet efter 275 kilometer. Avrinningsområdet består mestadels av skog (95 procent). Avrinningsområdet har 0,18 kvadratkilometer vattenytor vilket ger det en sjöprocent på 2,5 procent.